# (439) Ohio

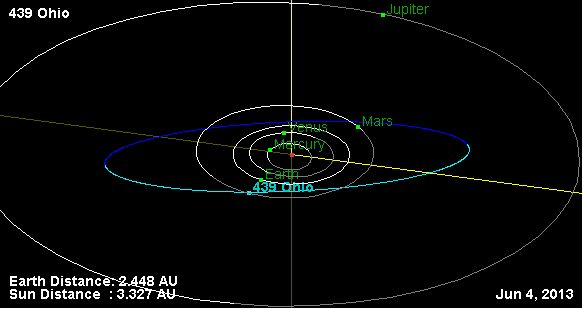
Flugroute von (439) Ohio

(439) Ohio ist ein Asteroid des Hauptgürtels, der am 13. Oktober 1898 von Edwin Foster Coddington in Kalifornien (Mt. Hamilton) entdeckt wurde.
Der Name des Asteroiden leitet sich ab von dem US-amerikanischen Bundesstaat Ohio sowie dem Fluss Ohio River.